# Popillia soulai
Popillia soulai är en skalbaggsart som beskrevs av Limbourg 2008. Popillia soulai ingår i släktet Popillia och familjen Rutelidae. Inga underarter finns listade i Catalogue of Life.